# Truth (phim 2013)
Truth là một bộ phim giật gân tâm lý của Mỹ năm 2013 do Rob Moretti đạo diễn và viết kịch bản với sự tham gia của Sean Paul Lockhart, Blanche Baker và Rob Moretti.  Nó được quay ở Englewood Cliffs, New Jersey và Montclair, New Jersey, Hoa Kỳ.

## Nội dung
Sau một cuộc gặp gỡ tình cờ trên internet, Caleb (Sean Paul Lockhart), người mắc chứng rối loạn nhân cách ranh giới, gặp và ngã gục đầu vì Jeremy (Rob Moretti), và ranh giới giữa tình yêu và sự dối trá nhanh chóng mờ đi. Đấu tranh để giữ bí mật về quá khứ của mình, bao gồm cả người mẹ bị bệnh tâm thần của mình, Caleb dần dần khuất phục trước mặt tối của mình.  Một sự kiện bất ngờ xảy ra khiến Jeremy bị giam giữ, cho đến khi cuộc tìm kiếm sự thật của Caleb được tiết lộ.

## Diễn viên
- Sean Paul Lockhart... Caleb Jacobs
- Rob Moretti... Jeremy Dorian
- Blanche Baker... Dr. Carter Moore
- Suzanne Didonna... Mẹ của Caleb
- Rebekah Aramini... Leah
- Max Rhyser... Thanh niên trong quán cà phê
- Philip Joseph McElroy... Caleb trẻ
- John Van Steen... Orderly

## Tiếp nhận quan trọng
Truth thu được những đánh giá hỗn hợp đến tiêu cực. Tại Metacritic, bộ phim đạt 23 điểm, dựa trên 4 nhận xét.
Inkoo Kang của Village Voice đã viết "Truth còn tồi tệ hơn bữa nửa buổi trong lễ Phục sinh, nhưng những mô tả về sự từ chối biến thành bạo lực luôn gây ảnh hưởng và đau khổ."
Frank Scheck của The Hollywood Reporter nói, "Những khát vọng về Hitchcockian của nó bị phá hoại bởi xu hướng melodrama buồn cười hơn là lạnh sống lưng."
Jay Weissberg của Variety nhận xét: "Một bộ phim điện ảnh kinh phí thấp với điểm số bị thổi phồng quá mức không đủ lớn để át đi đoạn đối thoại bị hack."
Jeannette Catsoulis of The New York Times đã viết về câu chuyện, "Đầy ắp những cuộc đối thoại buồn cười và những sợi dây réo rắt, Truth là một cuộc khai quật bí mật và bệnh hoạn."